# Копрофилия
Копрофилията (от гръцки κόπρος, kópros - екскремент и φιλία, filía — харесване) е сексуална девиация, която представлява изпитването на сексуално удоволствие при наблюдаването на фекалии или от самия процес на изхождане. Друг термин за тази парафилия е скатофилия. Хората, които изпитват това удоволствие се наричат копрофили, скатофили или копроскописти. Мастурбацията по време на изхождане се нарича копролагния, а самата възбуда от изхождане - дефеколагния. Копрофилията е срещана и сред мизофилите, които изпитват удоволствие от мръсно бельо или дрехи с петна от изпражнения и мирис на пресни фекалии.
В сексуалната практика копрофилията се изразява във включването на изпражнения в любовната игра, по време на сношение или за взаимно задоволяване. По време на секс някои двойки размазват фекалии между телата си, за да постигнат желан хлъзгав ефект. Други се наслаждават на структурата и аромата на екскрементите, които са отделени предварително или по време на любовната игра. Тъй като невинаги единият партньор желае да докосва фекалиите на другия, но желае да наблюдава самия процес на изхождане могат да бъдат използвани различни способи като стъклена маса или стъклена чиния. Това позволява на партньора да следи движението на екскрементите и същевременно да се самозадоволява.
Копрофили се наричат и тези хора, които изпитват удоволствие от използването на изпражнения за цели различни от секс. Някои хора предпочитат да се наслаждават на фекални маси, да ги пипат с ръце, да ги втриват в телата си или да рисуват с тях. Копрофилията и копрофагията (удоволствие от консумирането на екскременти) не са припокриващи се термини и често не се отнасят за едно и също сексуално поведение.
Копрофилията крие реални рискове за здравето поради естеството на отделената фекална маса. Дори собствените екскременти не трябват да влизат в пряк контакт с открити рани по тялото заради възможността от заразяването с вредни микроорганизми, бактерии и патогени. При практикуването му сред двойки в повечето случаи съществува високо равнище на доверие. При практикуването му извън рамките на връзка копрофалията е най-често срещана в БДСМ средите, но в никакъв случай не се ограничава само дотам.